# Тамакуль
Тамаку́ль (рос. Тамакуль) — присілок у складі Вікуловського району Тюменської області, Росія.
Населення — 7 осіб (2010, 47 у 2002).
Національний склад станом на 2002 рік:
- росіяни — 100 %